# أبراهام آفي لوب
ابراهام آفي لوب (بالعبرية: אבי לייב‏) (و. 1962 – م) هو فيزيائي، وعالم فلك  وهو عضواً في الأكاديمية الأمريكية للفنون والعلوم .

## مناصب وهيئات
أدار جامعة هارفارد.

## جوائز
حصل على جوائز منها:
- زمالة غوغنهايم.